# Zbigniew Kołączkowski

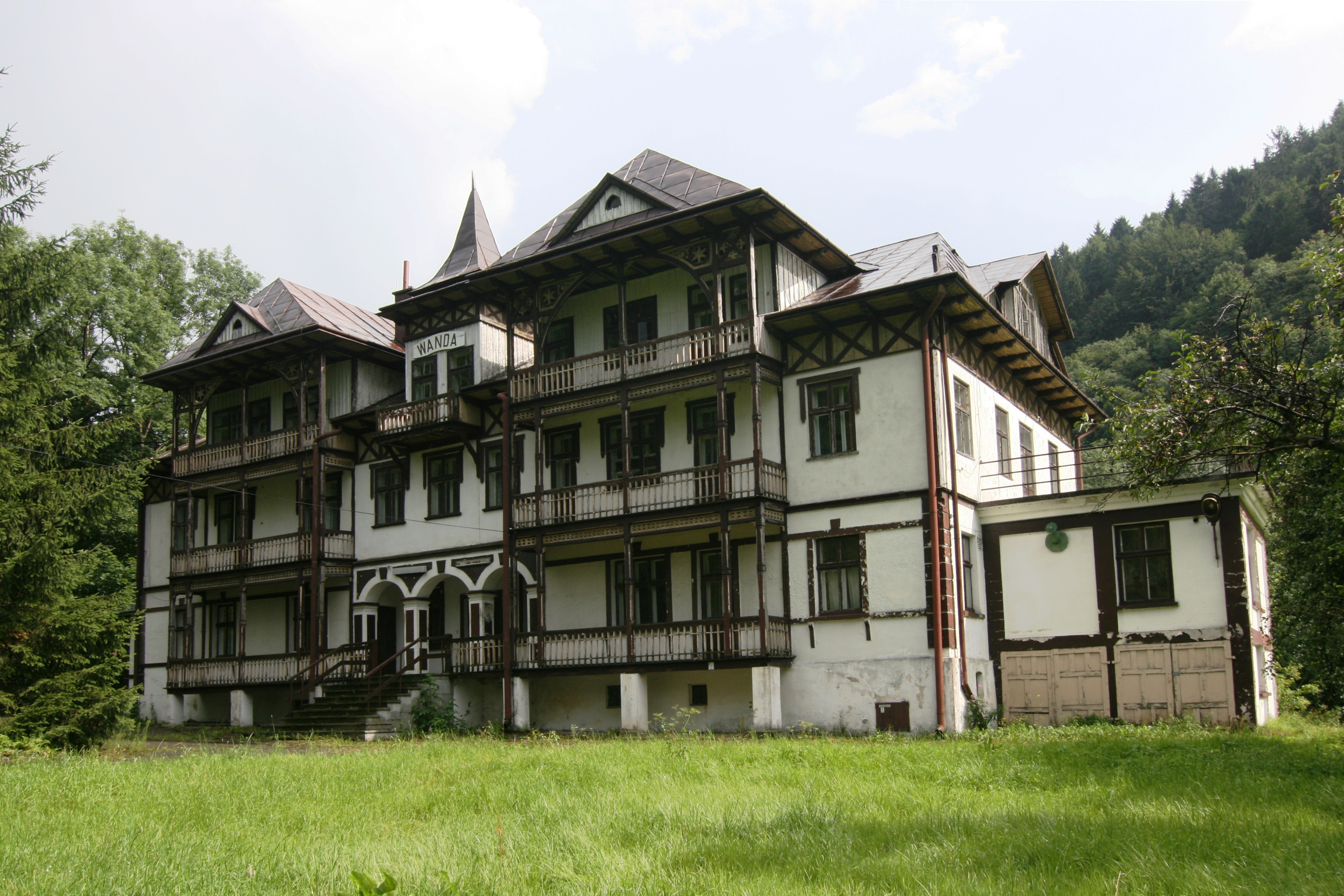
Willa „Wanda”, w której Zbigniew Kołączkowski pracował w czasie II wojny światowej

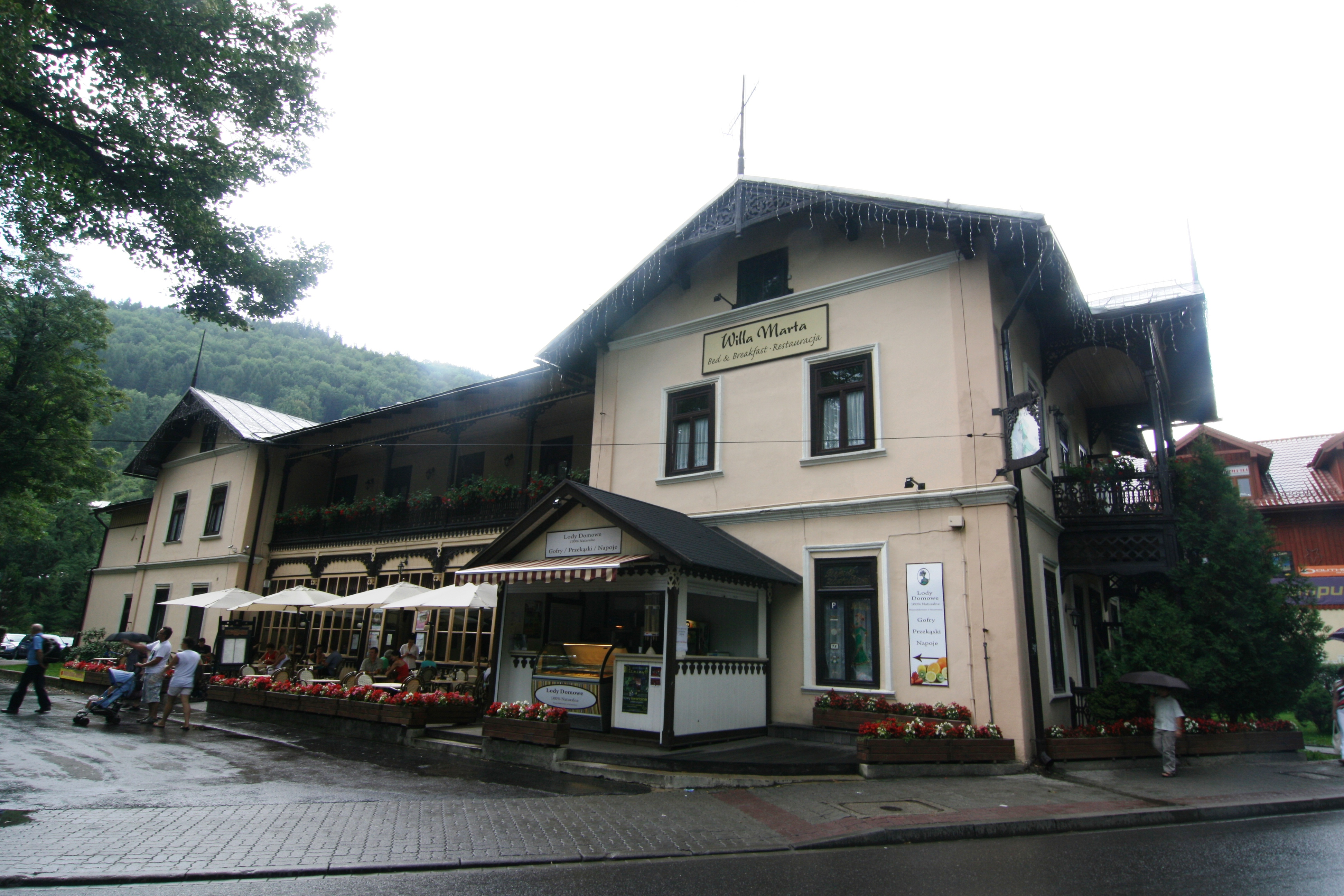
Willa „Marta”, w której Zbigniew Kołączkowski pracował jako laryngolog

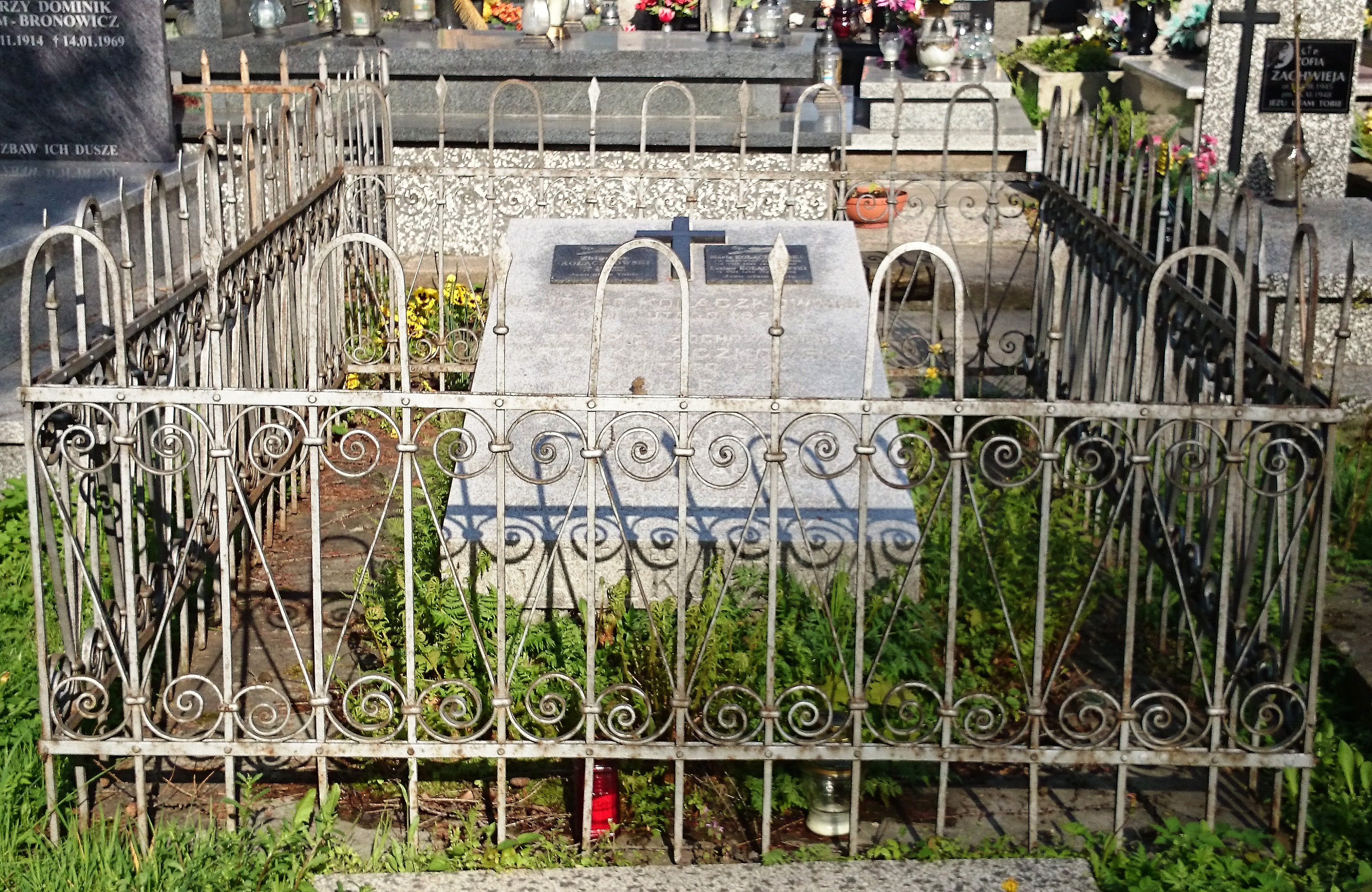
Grób rodziny Kołączkowskich, w którym leży również Zbigniew, na cmentarzu pod Huliną w Szczawnicy

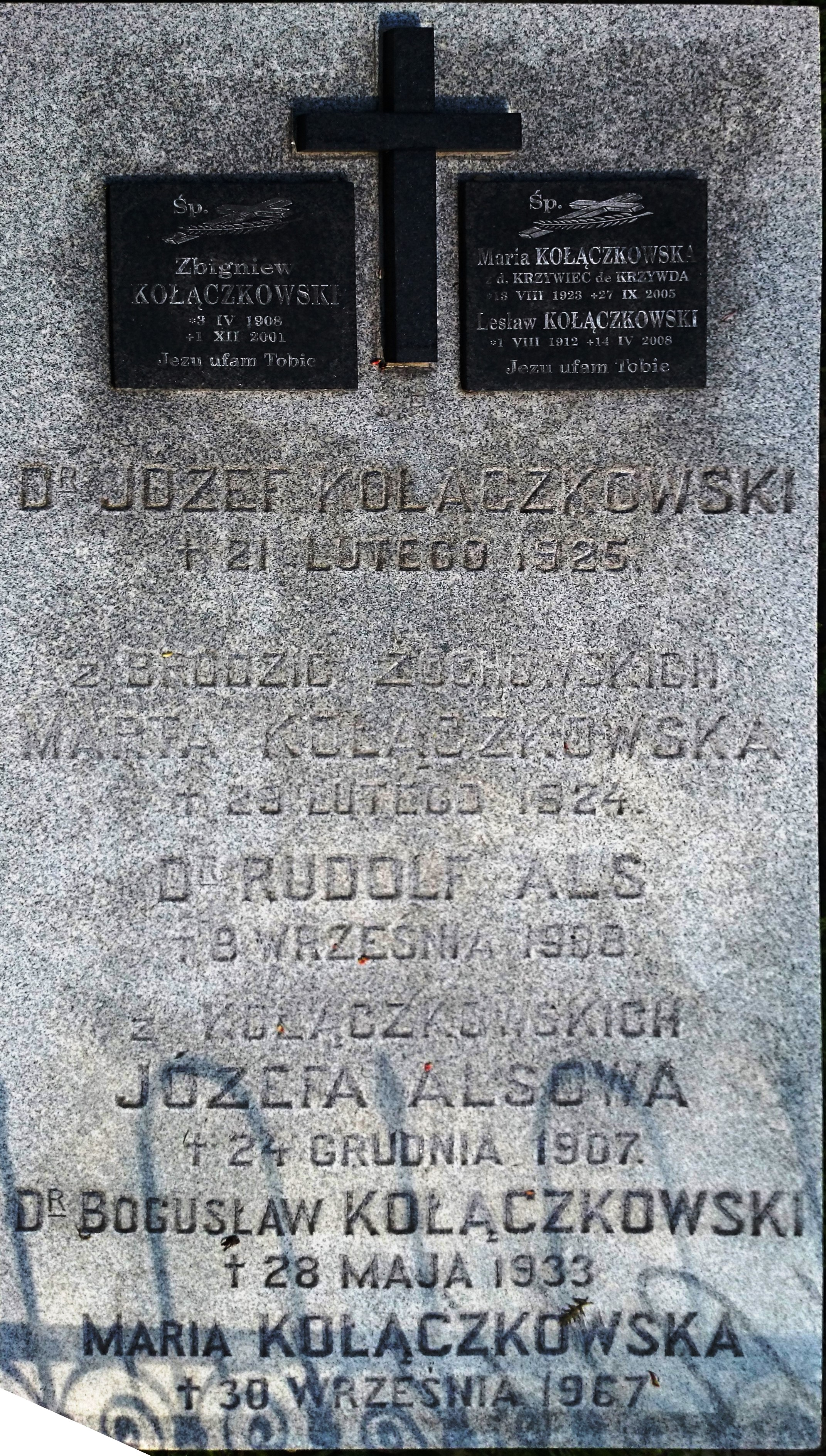
Płyta nagrobna grobu Kołączkowskich

Zbigniew Kołączkowski ps. Zbyszek (ur. 3 kwietnia 1908, zm. 1 grudnia 2001) – polski lekarz, działacz społeczny i niepodległościowy, zarządca kompleksu sanatoriów w Parku Dolnym w Szczawnicy w latach 1937–1969, założonego przez jego dziadka Józefa Kołączkowskiego, dyrektor i naczelny lekarz uzdrowiska Szczawnica.

## Życiorys

### Młodość
Był synem małżeństwa Bolesława Chrzana i Marii z Kołączkowskich. W 1929 roku spełniając wolę dziada, Józefa, dla zachowania ciągłości tradycji zakładów leczniczych, cała rodzina zmieniła nazwisko na Kołączkowski.
Po studiach na Wydziale Lekarskim Uniwersytetu Jana Kazimierza we Lwowie uzyskał tytuł lekarza w 1935 roku i w tymże roku podjął praktykę w Szczawnicy jako lekarz Związku Inwalidów Wojennych Rzeczypospolitej Polskiej. Następnie pracował jako ordynator w Klinice Laryngologicznej Uniwersytetu im. Józefa Piłsudskiego w Warszawie.
W 1937 roku przejął po matce kierownictwo Zakładami Leczniczymi w Szczawnicy.

### Lata okupacji
Od samego początku okupacji niemieckiej działał w ruchu oporu  w Szczawnicy w Organizacji Orła Białego. 4 stycznia 1940 roku zaprzysiężony został do ZWZ przez Tadeusza Snopka, Jana Kabłoka i inż. Budynia. Czynnie pomagał uciekinierom przejście na Węgry. W willi „Pod Opatrznością Bożą” przy ul. Zdrojowej prowadził ośrodek zdrowia, a od 1942 roku w willi „Wanda” szpital zakaźny, w których również leczył rannych partyzantów. Uchronił wielu mieszkańców okolic od wywózki na roboty do Niemiec dzięki opracowanej przez siebie metodzie stymulowanego zarażania tyfusem lub fałszując zdjęcia rentgenowskie pacjentów. 
W lutym 1940 roku Kołączkowski otrzymał od swoich przełożonych z ZWZ rozkaz przemycenia do Francji przez Węgry karabinu przeciwpancernego „UR” polskiego patentu, aby go wykorzystać w produkcji we Francji i w Anglii. Podjęto decyzję o przerzucie przez Szczawnicę, ponieważ tereny w Zakopanem były bardzo dobrze strzeżone przez Grenzschutz i Gestapo. Lufa karabinu liczyła ponad 2 m, reszta miała być przerzucona oddzielnie w kolejnych przerzutach. Kołączkowski wspólnie ze Stanisławem Błażusiakiem ps. Pik, inżynierem Kazimierzem Schiele, Janem Kowalczykiem ps. Skrzynia, Henrykiem Kozłeckim ps. Małobab i dwoma innymi cieślami wmontowali lufy karabinu w wydrążony dyszel sań służących do transportu dłużyc drzewa, tzw. „włók”. Przygotowaną przesyłkę przetransportowali na słowacką wieś Haligowce szczawniccy kurierzy (m.in. Józef Mastalski ps. Długi), gdzie została przekazana kolejnym przewodnikom. Transport dotarł w całości  do Budapesztu.
Z donosu nauczyciela ukraińskiego, który był kierownikiem szkoły na Szlachtowej, został aresztowany 28 czerwca 1940 roku przez gestapowców Sehmischa i Blaudego. Po jednodniowym pobycie w więzieniu w Nowym Targu przewieziony został do Palace w Zakopanem, a następnie do więzienia sądowego przy ulicy Nowotarskiej. W sierpniu 1940 roku został bardzo ciężko pobity przez strażników więzienia. Po dwutygodniowym pobycie w celi chorych przewieziony został do szpitala w Nowym Targu. Za brylanty swojej matki został wykupiony (cała kartoteka z przesłuchań „zaginęła”). Zwolniony z więzienia w grudniu 1940 roku wrócił do Szczawnicy.
W roku 1942 założył szpital zakaźny tzw. funduszu dla zwalczania tyfusu plamistego w willi „Wanda”.

### Okres powojenny
Po wojnie został członkiem ZBoWiDu. Był głównym świadkiem oskarżenia w pocesach zbrodniarzy wojennych:
- Wiktora Blaudego w Nowym Targu w 1945 roku
- Bruno Mazurkiewicza w Nowym Targu w 1945 roku
- szefów Gestapo z Zakopanego i Szczawnicy Roberta Weißmanna i Richarda Sehmischa we Freiburgu w 1966 roku[4].

W latach 1945–1956 Kołączkowski pracował w Uzdrowisku Szczawnica jako naczelny lekarz. Doprowadził do reaktywacji Inhalatorium i uruchomił przychodnię zdrojową. Przez wiele lat pracował jako laryngolog w domu wypoczynkowym dla artystów znajdującym się w willi „Marta” w Szczawnicy. W prywatnych zbiorach rodziny Kołączkowskich zachowało się zdjęcie Hanki Bielickiej z własnoręcznie napisanymi przez nią słowami na rewersie: „Kochany Zbyszku, bardzo proszę, zaopiekuj się gardziołkiem i przyległościami mojej przyjaciółki. Całuję serdecznie”.
Zbigniew Kołączkowski zmarł mając 93 lata i pochowany jest na cmentarzu pod Huliną w Szczawnicy.

## Odznaczenia
- Krzyż Kawalerski Orderu Odrodzenia Polski
- Złoty Krzyż Zasługi
- Krzyż Partyzancki[4].